# グアダラハラ県
グアダラハラ県（グアダラハラけん、スペイン語: Provincia de Guadalajara）は、スペイン・カスティーリャ・ラ・マンチャ州にある県。県都はグアダラハラ。

## 地理
カスティーリャ・ラ・マンチャ州のクエンカ県、アラゴン州のサラゴサ県とテルエル県、マドリード州、カスティーリャ・イ・レオン州のセゴビア県とソリア県と接している。
県都グアダラハラはグアダラハラ県の人口の35%を有している。グアダラハラ県には288のムニシピオ（基礎自治体）があり、そのうち4分の3が人口200人以下の自治体である。

## 歴史
1833年スペイン地方行政区分再編ではスペイン全土に49の県が設置された。この際にグアダラハラ県も設置され、県都はグアダラハラに定められた。この際にグアダラハラ県やマドリード県など5県は「歴史的地域」のカスティーリャ・ラ・ヌエバ地域にまとめられたが、「歴史的地域」に権限や行政機関は存在しなかった。
1939年から1975年のフランコ独裁体制化を経て、スペインの民主化移行期の1970年代末から1980年代初頭にはスペイン全土に17の自治州が設置された。1982年8月10日にはグアダラハラ県など5県からなるカスティーリャ＝ラ・マンチャ州が発足した。